# Утро семьи Осонэ
«Утро семьи Осонэ» (яп. 大曽根家の朝, о:сонэ-кэ-но аса; англ. Morning for the Osone Family) — японский чёрно-белый фильм-драма режиссёра Кэйсукэ Киноситы, вышедший на экран в 1946 году. Первый фильм Киноситы после окончания Второй мировой войны — рассказ о либерально мыслящей японской семье, раздираемой войной и империалистической политикой.

## Сюжет
Конец 1943 года, разгар войны на Тихом океане. В доме недавно умершего профессора Осонэ собрались гости, чтобы проводить на войну жениха Юко, Акиру Санэнари. В этот вечер был неожиданно арестован старший сын Осонэ, Итиро, обвинённый в политическом преступлении. Дядя Юко, военный Иссэй Осонэ, не спрашивая Юко, объявил о расторжении её помолвки с Санэнари. На опечаленную семью Осонэ начинают сыпаться несчастья одно за другим. Призывают в армию младшего сына, Тайдзи, который мечтал стать художником. Дядя со своей женой переселяется в дом Осонэ, после того как сгорел его собственный дом. В семье, где до сих пор царил дух либерализма, он устанавливает свою тиранию. Третий сын, Такаси, под влиянием дяди поступает в военно-морское училище. Его брат Тайдзи погибает на фронте. Но вот кончается война. Дядя привозит в дом военные материалы, чтобы потом спекулировать ими. Жена профессора Осонэ, Фусако, обличает Иссэя и требует, чтобы он оставил её дом. Санэнари возвращается из армии, и он снова вместе с Юко. Выходит из тюрьмы на свободу Итиро. Так в дом Осонэ приходит мирное утро.

## В ролях
- Харуко Сугимура — Фусако Осонэ
- Эйтаро Одзава — Иссэй Осонэ
- Тосиноскэ Нагао — Итиро Осонэ
- Син Токудаидзи — Тайдзи Осонэ
- Мицуко Миура — Юко Осонэ
- Сиро Оосака — Такаси Осонэ
- Нацуко Кахара — Сатико Осонэ
- Дзюндзи Масуда — Акира Санэнари
- Эйдзиро Тоно — Иппэй Ямаки
- Эйко Такамацу — старая служанка
- Тосико Коно — служанка

Интересная семейная хроника последних трагических лет Второй мировой войны в Японии, соблюдающая единство действия. Хотя в фильме сталкиваются идеи и политические концепции, Киносита в первую очередь интересуется поведением персонажей. Большая часть повествования снята близкими планами, и камера фиксирует мельчайшие физические реакции персонажей на происходящие события. Для Киноситы крупные общественные потрясения читаются прежде всего на лицах людей. Именно поэтому нам не кажется странным, что непосредственно перед этим фильмом режиссёр умудрился снять картину с полностью противоположной идеологией (Армия, Rikugun, 1944). Насколько милитаризм превозносится в этом фильме, настолько он высмеивается в Утре семьи Осонэ.

## Премьеры
- — национальная премьера фильма состоялась 21 февраля 1946 года[2].

## Награды и номинации
- Кинопремия «Майнити» (1947)[3].

- 1-я церемония награждения (за 1946 год)

- Премия лучшему актёру — Эйтаро Одзава.
- Премия за лучший сценарий — Эйдзиро Хисаита.

- Премия журнала «Кинэма Дзюмпо» (1947)

- 20-я церемония награждения (за 1946 год)

- Премия за лучший фильм 1946 года.